# 信国助左衛門吉包
信国助左衛門吉包（のぶくに すけざえもん よしかね、生年不詳 - 1693年（元禄6年）8月22日、）は、日本の刀工。信国派14代であり、筑前信国派に属する。福岡藩工。祖父信国吉貞が始めた袋槍で名高い。俗名は助左衛門、平四郎、法名は夢住如幻居士

## 生涯
```
信国助左衛門吉貞
ト打┬
信国勘助吉次
ト打－信国助左衛門吉包ト打　今平四郎－
信国勘助重包
ト打(中略）
　　　　　　　　　　├
信国平四郎吉政
ト打－
信国平四郎吉政
ト打－
信国平四郎重宗
ト打(中略)
　　　　　　　　　　└
信国孫四郎吉助
ト打-
信国作左衛門吉貞
ト打－信国源市吉親ト打

十三代吉次勘助倅平四郎（中略）助六総領家之様ニ申候

享保
四年十一月廿五日　信国助六
　　　　　　　　　　　信国平四郎　
```

本系図は吉包よりの伝聞を1721年（享保6年）徳川吉宗に選ばれ「葵一葉」を許された4名人の一人で息子の信国重包が福岡藩家老吉田栄年に1719年（享保4年）に示したものである。
在世中の記録は見ない。辞世の句「極楽も、地獄も今朝の玉あられ、十万おくどまたはるるらん」が知られる

## 作品
- 刀　銘「筑州住源信國吉包」裏「以南蛮鉄造之」[5]p.439
- 刀　銘「筑前住源信國吉包」 刃長63cm　福岡市博物館蔵[6]
- 脇指　銘「筑前住源信國吉包」　福岡市博物館蔵[5]p.436に図
- 十字鎗　銘「筑前住源信國吉包」[5]p.439